# Mílov
Mílov (také Rozhraní, německy Halbmeil) je zaniklá osada v Krušných horách, dříve patřící k vesnici Ryžovna, dnes součást města Boží Dar v Karlovarském kraji.
Mílov ležel v nadmořské výšce 900–940 m, přímo na hranici se Saskem. Osada se dříve rozkládala po obou stranách hranice, a zatímco česká část v polovině 20. století zanikla, saská osada Halbmeile zůstala osídlena. Název pochází od vzdálenosti 4,5 km (tedy půl staré saské míle) od vesnice Breitenbrunn, pod niž spadá německá osada.

## Historie

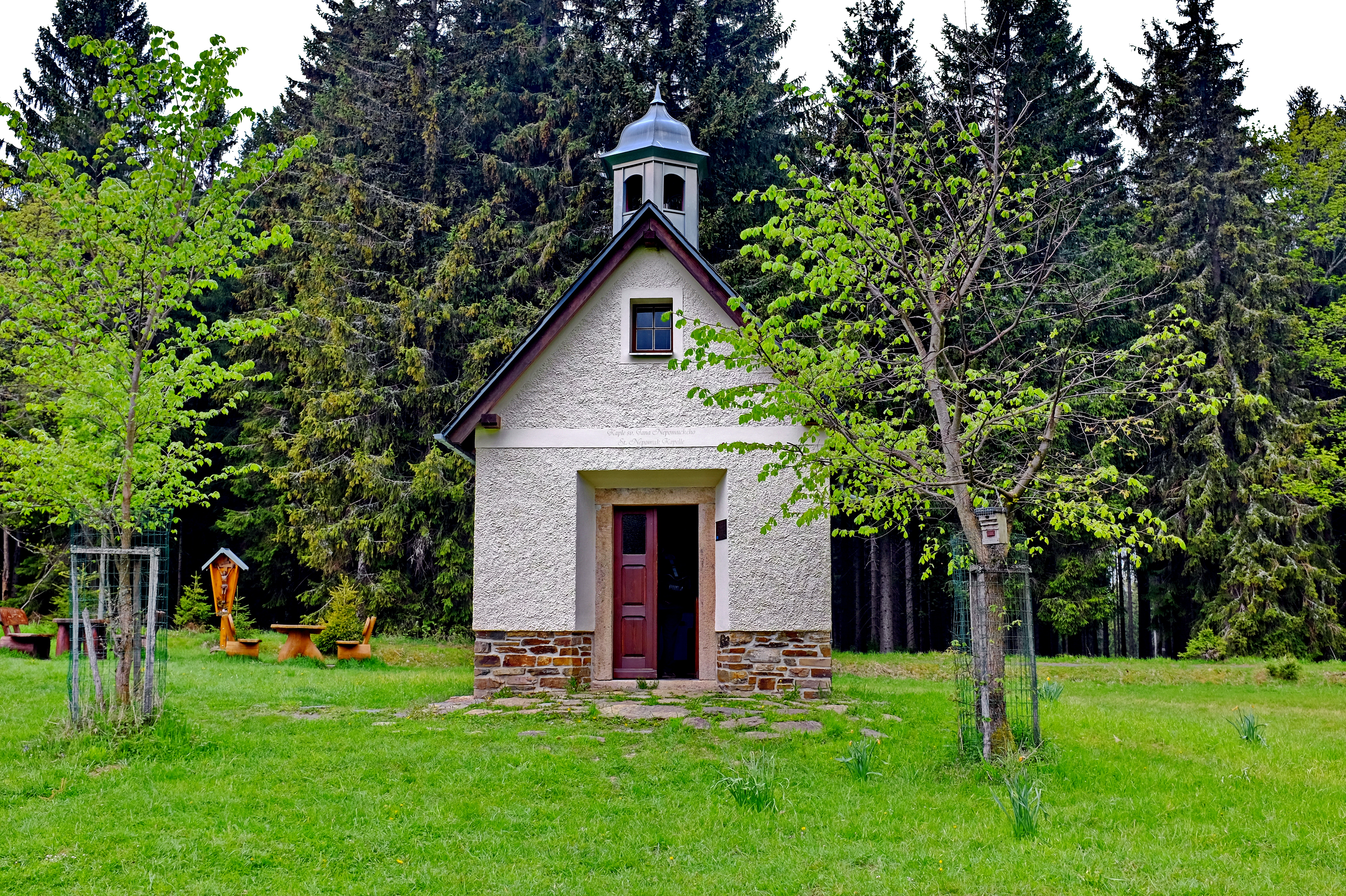
Obnovená kaple sv. Jana Nepomuckého na území zaniklé osady

Osada vznikla kolem roku 1546 a byla založena horníky, tak jako mnohé jiné osady v Krušných horách. V 18. století stávaly na české straně čtyři obytné domy a na německé straně tři. Kolem roku 1830 nechal Christoph Glaser postavit v českém Mílově kapličku zasvěcenou svatému Janu Nepomuckému. Ve 20. století měla česká osada už devět domů.
V roce 1945 bylo německojazyčné obyvatelstvo z české osady vystěhováno a roku 1953 byly všechny domy i kaple srovnány se zemí.
Po otevření hranic v 90. letech 20. století vznikla při jednání starostů Božího Daru a Breitenbrunnu myšlenka obnovit kapli svatého Jana Nepomuckého. Kapli se nakonec podařilo obnovit k 60. výročí jejího zničení, v roce 2013. Obec Breitenbrunn nechala vypracovat projektovou dokumentaci a město Boží Dar s pomocí dotace financovalo samotnou stavbu.
Nová kaplička byla postavena na původních základech a při stavbě byly použity původní kameny a žulové obložení oken i dveří, které se našly v zarostlých rozvalinách původní kapličky. Jako připomínka zaniklé osady Mílov bylo při pokládce podlahy v kapli použito z každého popisného čísla původních devíti domů symbolicky po jednom kameni. Kaple byla vysvěcena 17. 5. 2014 českým i německým farářem. Vysvěcení kapličky se zúčastnili 2 poslední žijící rodáci z Mílova.
Kaple sv. Jana Nepomuckého byla prezentována na výstavě Má vlast cestami proměn v ročníku 2018/2019 a v internetovém hlasování o nejlepší proměně se umístila na 12. místě ze 121 vystavených proměn.

## Obyvatelstvo
Při sčítání lidu v roce 1921 zde žilo 68 obyvatel (z toho 34 mužů), z nichž bylo osm Čechoslováků a šedesát Němců. Kromě jednoho evangelíka se hlásili k římskokatolické církvi. Podle sčítání lidu z roku 1930 měla vesnice 57 obyvatel: osm Čechoslováků, 46 Němců a tři cizince. Až na tři evangelíky a jednoho člena církve československé byli římskými katolíky.